# جینا ماری تولسان
 جینا ماری تولسان (انگلیسی: Gina Marie Tolleson؛ زادهٔ ۱۹۷۰) یک مانکن (فرد) اهل ایالات متحده آمریکا است.